# Conistra aulombardi
Conistra aulombardi là một loài bướm đêm trong họ Noctuidae.